# Лёгочная грыжа

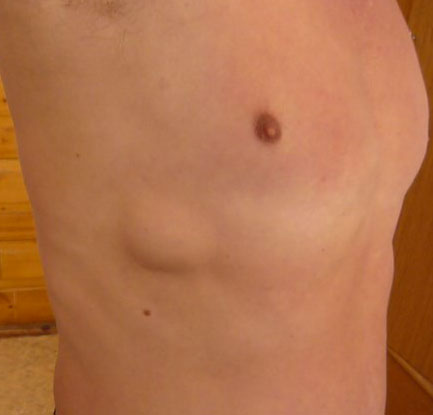
Межрёберная посттравматическая лёгочная грыжа

Лёгочная гры́жа (грыжа лёгкого) — выпячивания лёгочной ткани в подкожную клетчатку через естественные отверстия или патологически возникшие дефекты грудной стенки.

## Этиология и патогенез
Лёгочные грыжи могут возникнуть спонтанно или вследствие внешнего воздействия. Спонтанные лёгочные грыжи, как правило, появляются вследствие избыточного выпячивания верхушки лёгкого через верхнюю апертуру грудной клетки. Приобретённые грыжи лёгкого развиваются на месте дефектов грудной стенки после перенесенных операций на грудной клетке (торакотомия), закрытой травмы груди с полным разрывом межрёберных мышц на ограниченном участке без повреждения кожи (наблюдается при небольшой площади приложения травмирующей силы) или проникающих ранений грудной клетки.

## Классификация
МКБ-10: J94.8
1. Спонтанные;
2. Приобретённые:
  1. Послеоперационные;
  2. Посттравматические:

- вследствие закрытой (тупой) травмы груди;
- вследствие проникающего ранения грудной клетки.

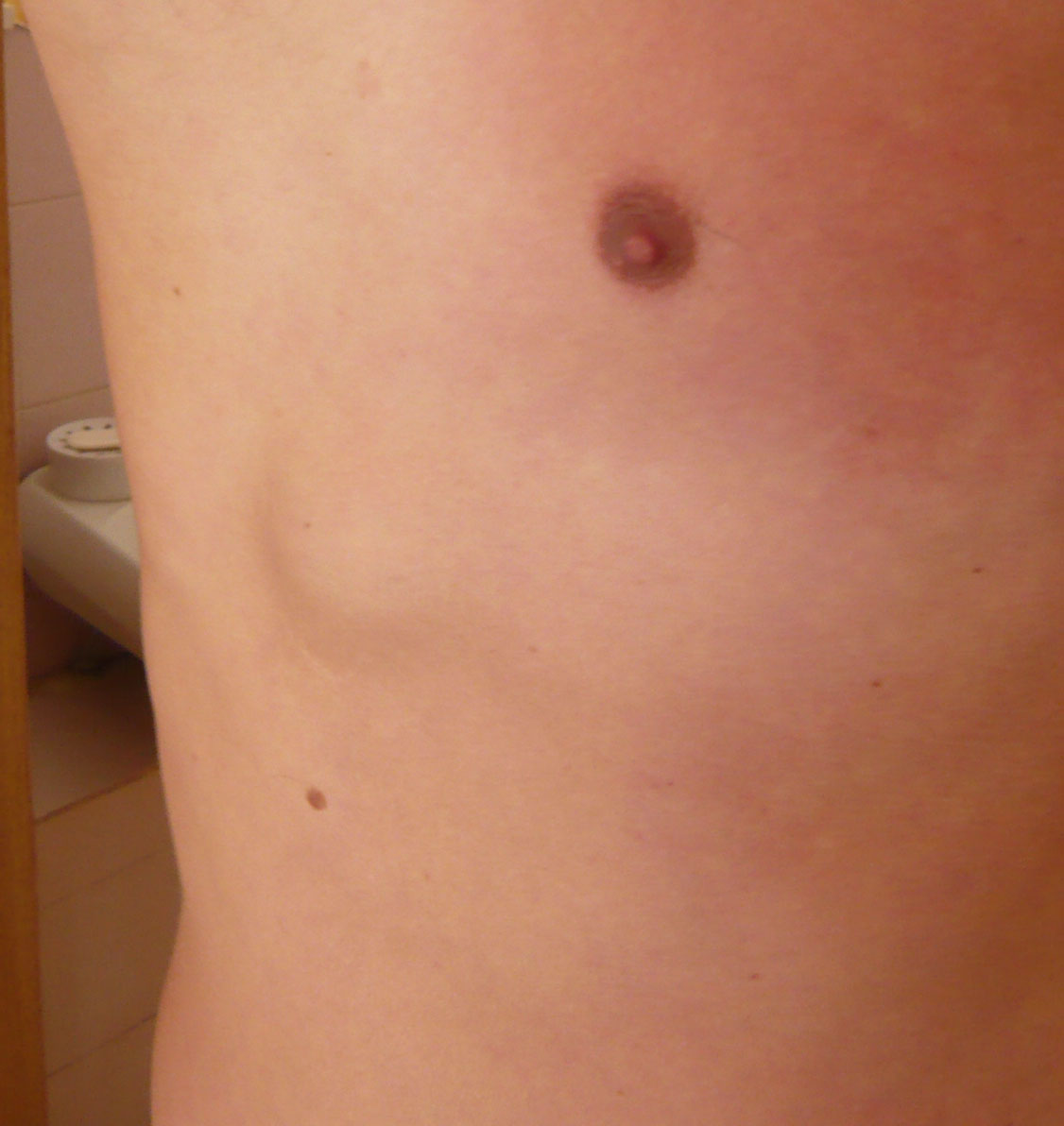
Появление лёгочной грыжи при кашле

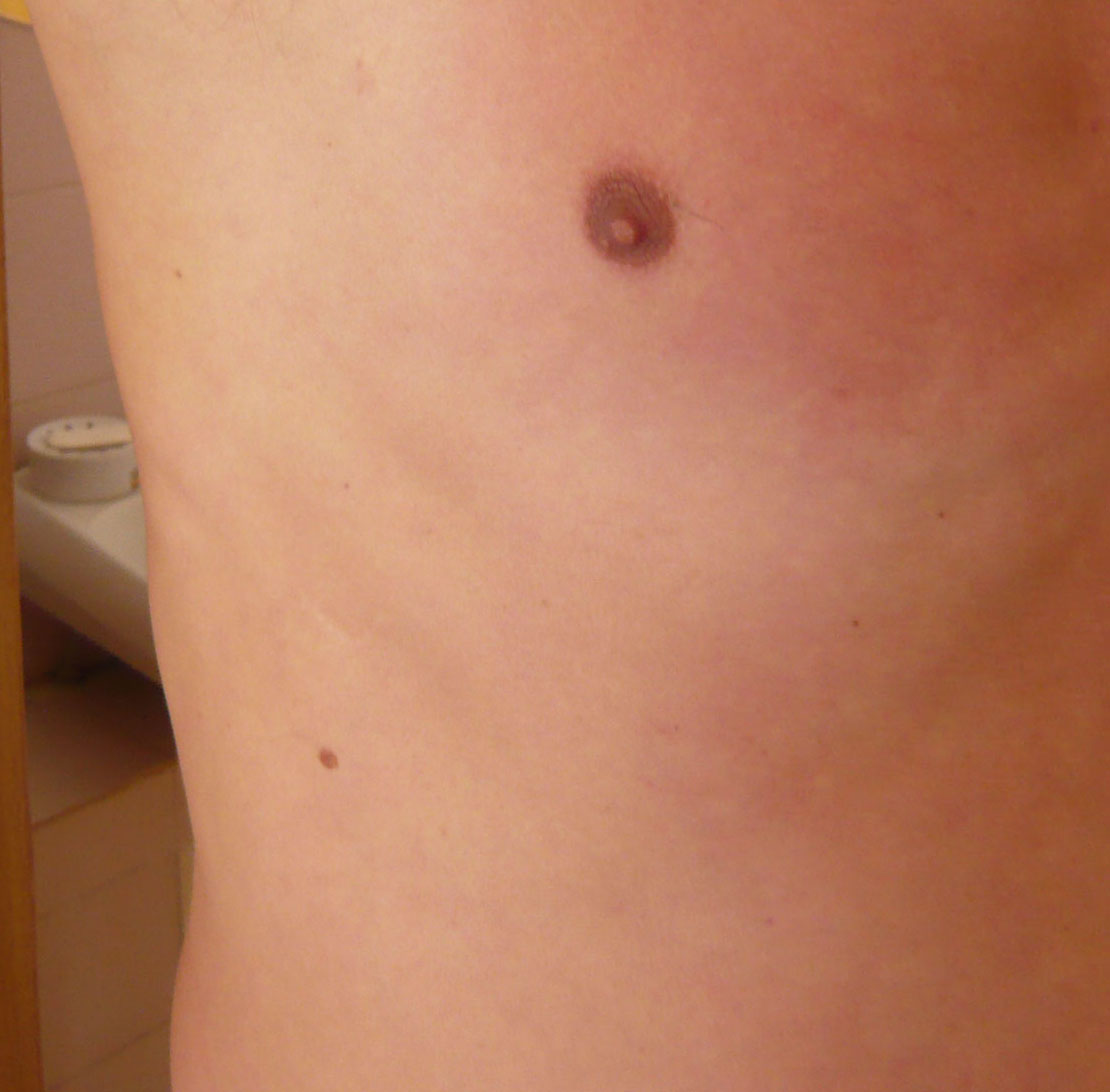
Исчезновение лёгочной грыжи в покое

## Клиническая картина
Субъективные проявления лёгочной грыжи обычно выражены мало. Больные могут предъявлять жалобы на наличие опухолевидного образования, появляющегося на грудной стенке при кашле или натуживании. Иногда могут беспокоить неинтенсивные боли в области грыжи.
При объективном обследовании определяется выпячивание грудной стенки, мягко эластической консистенции, увеличивающееся при кашле, натуживании или любом другом физическом напряжении (рис. 2). Иногда пальпаторно определяется дефект мягких тканей в межрёберном промежутке и ограничивающие его участки прилежащих рёбер.

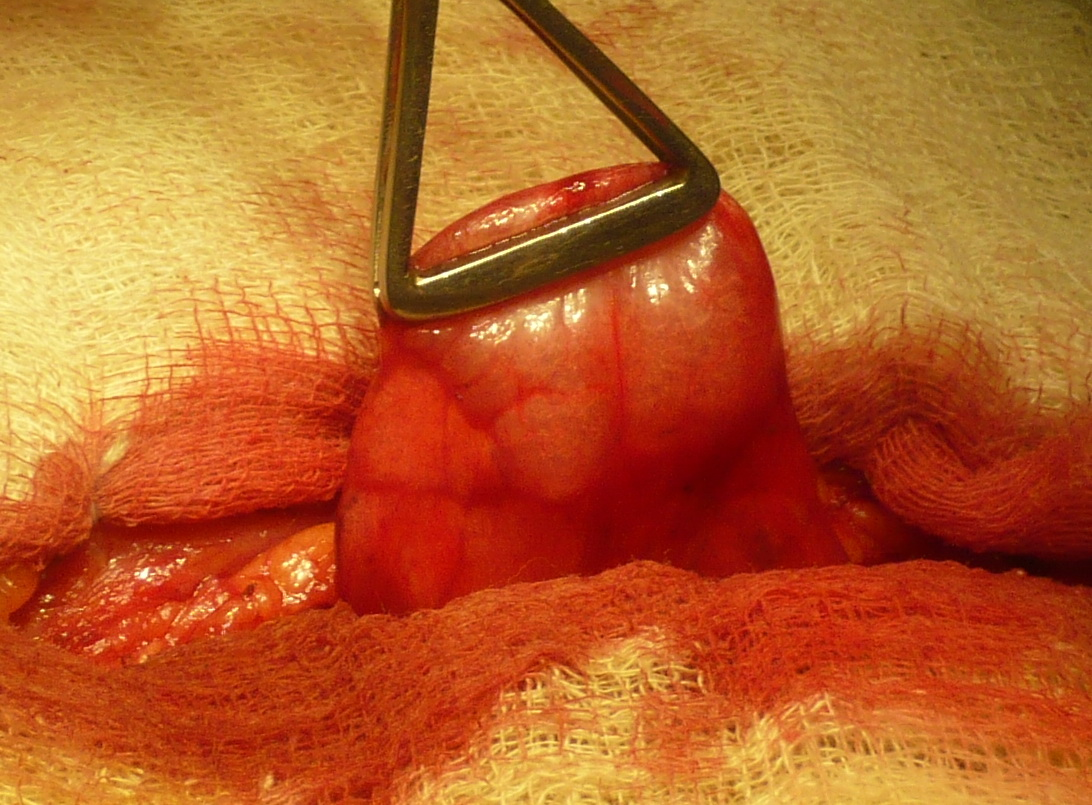
Этап хирургического вмешательства по поводу посттравматической межрёберной лёгочной грыжи: выделение грыжевого мешка, образованного париетальной плеврой.

## Лечение
В остром периоде при лёгочной грыже обычно достаточно эффективно консервативное лечение, включающее наложение тугой повязки, применение обезболивающих препаратов и подавление кашля.
Оперативное лечение показано при обнаружении лёгочной грыжи в более позднем периоде, когда развиваются рубцовые сращения, фиксирующие участок лёгкого в межрёберном промежутке. Операция сводится к рассечению кожи над грыжей, разделению спаек между лёгким от париетальной плеврой и фасциальной тканью в области дефекта и закрытию дефекта мягкими тканями. При обширных дефектах целесообразно применение аллопластики.